# Síguina

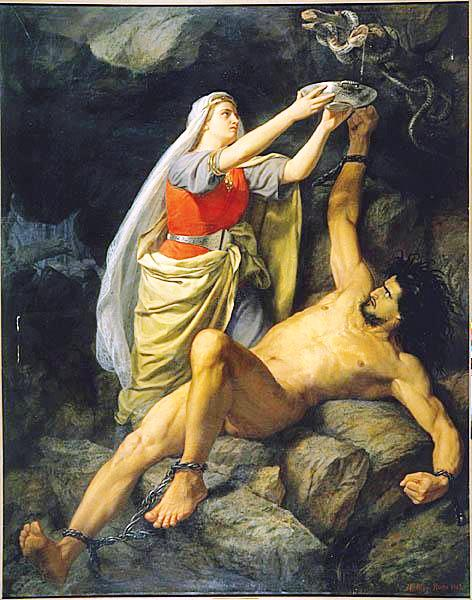
Loki i Síguina, M.E. Winge, 1863.

Síguina, Síguna o Sígun (en norrè, Sigyn o Sigunn) era, en la mitologia norrena, la muller de Loki, amb qui va tenir dos fills: Narfi o Nari, i Ali o Vali (cf. Lokasenna, text en prosa a l'estrofa 65, Vǫlospá 34 i Gylfaginning 49), germanastres per tant de Fènrir, Iormungand i Hel, la deessa de la mort, els tres altres fills que Loki va tenir amb la guiga Angrboda.
Quan en Loki, arran de la mort de Baldre, fou lligat pels ansos a tres roques (una sota les seves espatlles, l'altra sota la ronyonada i la tercera sota les sofrages) amb els budells del seu fill Váli (segons la versió de l'Snorri, amb els budells del seu fill Narfi), la Síguina no el va abandonar pas: va decidir romandre dreta al seu costat recollint en una ribella (norrè occidental antic: munnlaug) el verí que queia d'una serp lligada damunt el cap d'ell per la deessa Skadi. Quan la ribella s'omplia i la Síguina l'havia de buidar, les gotes de verí podien caure damunt la cara d'en Loki: aleshores el déu es recargolava de dolor, provocant d'aquesta manera els terratrèmols i tremolors de la terra que sacsegen la terra. Una tradició moderna (i val a dir que amb força imaginació) sol situar al riu Þjórsá les tres roques a les quals els ansos van fermar el déu Loki, i, en concret, a l'indret conegut amb el nom de Tröllkonuhlaup -relativament a prop del volcà Hekla-. En la tradició rondallística islandesa (cf. http://www.snerpa.is/net/thjod/gissur.htm), l'origen de les tres roques planes i el topònim Tröllkonuhlaup s'expliquen perquè la dona trol de Búrfell no volia mullar-se els peus quan havia de passar el riu Þjórsá cada cop que volia anar a visitar la seva germana, la dona trol de Bjólfell.
Etimològicament, el nom Sigyn és un compost dels mots sigr "victòria" i vina "amiga" i, habitualment, se sol interpretar com a "amiga de la victòria". D'acord amb algunes fonts, aquest terme s'ha d'entendre en el sentit de "donadora de victòria".